# Sinthusa rubidus
Sinthusa rubidus är en fjärilsart som beskrevs av Evans 1925. Sinthusa rubidus ingår i släktet Sinthusa och familjen juvelvingar. Inga underarter finns listade i Catalogue of Life.